# Flugplatz Arnsberg-Menden

i7
i11
i13

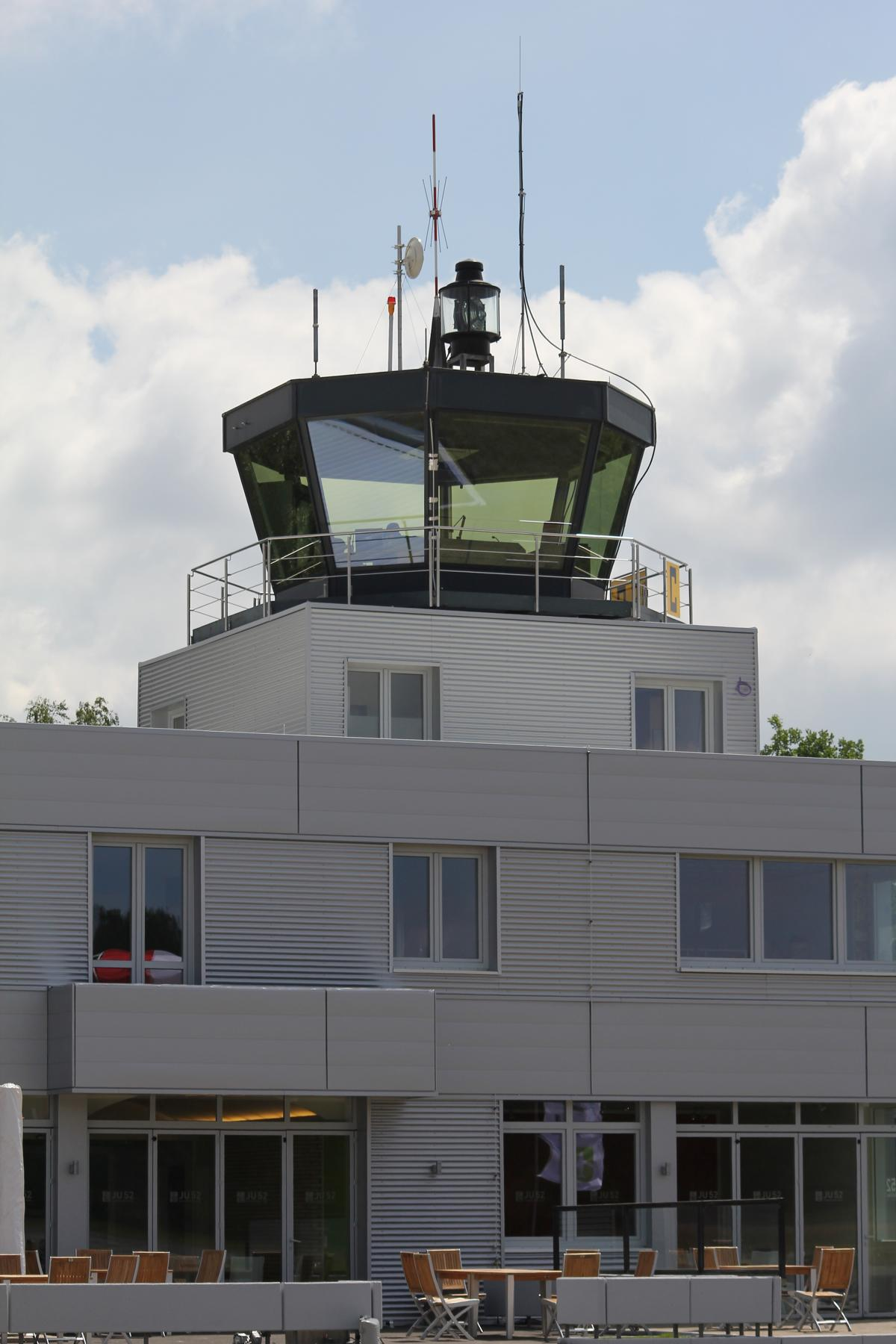
Tower des Flugplatzes

Der Flugplatz Arnsberg–Menden (ICAO-Code: EDLA) ist ein deutscher Verkehrslandeplatz in der Stadt Arnsberg und in der Nähe der Stadt Menden im Sauerland.

## Lage
Der Flugplatz liegt im Hochsauerlandkreis, 6 km nordwestlich des Arnsberger Ortsteils Neheim-Hüsten und südlich des Wickeder Ortsteils Echthausen in Arnsberg–Voßwinkel an der Ruhr, die östlich und  nördlich an ihm vorbeifließt. Die Entfernung nach Düsseldorf beträgt etwa 130 km, nach Dortmund sind es etwa 50 km. Mit dem PKW ist der Landeplatz über die A 445, Ausfahrt Arnsberg-Neheim und via B 7 und K 22 zu erreichen.

## Entwicklung
Der Flugplatz entstand 1970 zunächst als Verkehrslandeplatz für den Kreis Arnsberg. Nach der kommunalen Gebietsreform von 1975 ging er in den Besitz des Hochsauerlandkreises über. Dieser betrieb ihn bis in das Jahr 2000 hinein. Danach übernahm eine Gruppe von 13 Gesellschaftern der regionalen Wirtschaft von 2001 bis 2006 den Betrieb. 2006 schieden elf Gesellschafter aus, übrig blieben lediglich die Firmen OBO Bettermann und Lobbe aus Iserlohn. Im April 2012 stieg Lobbe aus dem Gesellschaftervertrag aus, somit ist OBO Bettermann der nunmehr alleinige Gesellschafter. Der Flugplatzgesellschaft Arnsberg-Menden mbH gehören sowohl das Gelände als auch die technische und bauliche Infrastruktur.
Nach Angaben der Landesregierung Nordrhein-Westfalen wurde der Platz in der Luftverkehrskonzeption 2010 als Schwerpunkt-Verkehrslandeplatz für den Geschäftsreiseluftverkehr geführt. Um die Bestimmungen der Joint Aviation Regulations über die gewerbsmäßige Beförderung von Personen und Sachen in Flugzeugen (JAR-OPS 1) zu erfüllen, war daher ein Ausbau, insbesondere eine Verlängerung der Start- und Landebahn nötig.
Zur weiteren Erweiterung des Verkehrslandeplatz wurden im Sommer 2021 zusätzlich Mischwald im Naturschutzgebiet abgeholzt, außerdem soll ein Tal mit Erde angefüllt werden, was Unmut bei Umweltschutzgruppen hervorruft. Der Ausbau des Flugplatzes im Jahr 2020 wurde mit mehr als einer halben Million Euro Steuergeld vom Land NRW zu 65 % finanziert.

## Klassifizierung
Der Verkehrslandeplatz Arnsberg-Menden ist für Maschinen bis 5700 kg maximaler Abflugmasse zugelassen, für schwerere Flugzeuge wie etwa die Transall C-160 der Bundeswehr mit einem maximalen Gewicht von fast 50 Tonnen gibt es eine Ausnahmegenehmigung.

## Flugbetrieb
Es gibt weder Linien- noch Charterflüge. Auf dem Gelände des Flugplatzes betreiben der Luftsportclub Arnsberg e. V. und die Luftsportgemeinschaft Westfalen e. V. lokalen Flugbetrieb. Der Inhaber der Firma OBO Bettermann, Ulrich Leo Bettermann, sowie einige andere Betriebe aus der Umgebung haben in Arnsberg ihre Flugzeuge stehen.

## Zwischenfälle
- Am 3. Oktober 1974 stürzte 25 Minuten nach dem Start eine mit fünf Personen besetzte Piper-Sportmaschine bei einem Rundflug in der Nähe von Endorfer Hütte ab. Alle fünf Insassen starben.[7]
- Am 27. August 2013 stürzte ein mit acht Personen besetztes Flugzeug des Typs Piper PA 32 Saratoga, Kennzeichen D-EERB, beim Landeanflug auf den Flugplatz ab. Fünf der Insassen, darunter zwei Frauen, der Pilot, ein Jugendlicher und ein Kind, starben bei diesem Unfall, drei Kinder überlebten. Ursache des Unfalls war ein leerer Kraftstofftank. Die Staatsanwaltschaft Dortmund vermutet, dass der Pilot sich gegen eine Notlandung entschied und die Segeleigenschaften des Fluggerätes nutzen wollte, um wie geplant landen zu können. Die Höhe reichte jedoch nicht mehr aus, sodass das Flugzeug etwa 3500 m vor dem Flugplatz auf den Ruhrwiesen zwischen Wickede (Ruhr) und Fröndenberg zerschellte.[8]